# Carabobo Fútbol Club
Il Carabobo Fútbol Club è una società calcistica di Valencia, Venezuela. Milita nella Primera División Venezolana, la massima divisione del campionato nazionale. È stato fondato il 24 luglio 1964. Dopo anni di instabilità, ottenne la promozione nella massima divisione al termine della stagione 2001/2002, classificandosi secondo nella Segunda División.

## Storia
Fino al 1997 la società era nota con il nome di Valencia Fútbol Club. Vennero anche cambiati i colori sociali del club in favore di quelli attuali che ricordano quelli dello stato di Carabobo. Il soprannome di equipo perico deriva dai colori verde e bianco utilizzati in precedenza dal club.

## Palmarès

### Competizioni nazionali
- Campionato venezuelano: 1

1971
- Copa Venezuela: 2

1965, 1978
- Segunda División: 1

1989-1990
*= come Valencia FC

### Altri piazzamenti
- Campionato venezuelano:

Secondo posto: 2024
- Copa Venezuela:

Finalista: 1972, 1977, 1980
- Segunda División:

Secondo posto: 1996-1997, 2001-2002, 2012-2013

## Partecipazioni internazionali
- Copa Libertadores

1970: Primo turno
1972: Primo turno
1974: Primo turno
- Coppa Sudamericana

2004: Secondo turno preliminare
2006: Primo turno preliminare
2007: Primo turno preliminare

## Rosa 2019-2020
| N. |                      | Ruolo | Calciatore       |
| -- | -------------------- | ----- | ---------------- |
| 1  | Venezuela (bandiera) | P     | Ángel Hernández  |
| 2  | Venezuela (bandiera) | D     | Ottoniel Medina  |
| 3  | Venezuela (bandiera) | D     | Richard Badillo  |
| 4  | Venezuela (bandiera) | D     | William Díaz     |
| 5  | Venezuela (bandiera) | C     | Luis Melo        |
| 6  | Venezuela (bandiera) | D     | Davixson Flórez  |
| 7  | Venezuela (bandiera) | C     | Winston Azuaje   |
| 8  | Venezuela (bandiera) | C     | Carlos Ramos     |
| 10 | Venezuela (bandiera) | C     | Luis Barrios     |
| 11 | Venezuela (bandiera) | A     | Wilfredo Herrera |
| 12 | Venezuela (bandiera) | P     | Pedro Caraballo  |
| 14 | Venezuela (bandiera) | C     | José Ferrer      |
| 15 | Venezuela (bandiera) | D     | Edwar Bracho     |
| 16 | Venezuela (bandiera) | A     | Jesús González   |
| 17 | Venezuela (bandiera) | C     | Edson Tortolero  |

| N. |                      | Ruolo | Calciatore        |
| -- | -------------------- | ----- | ----------------- |
| 19 | Venezuela (bandiera) | D     | Luís García       |
| 22 | Venezuela (bandiera) | D     | Darío Bastardo    |
| 23 | Venezuela (bandiera) | D     | Williams Pedrozo  |
| 24 | Venezuela (bandiera) | D     | Andrés Sánchez    |
|    | Venezuela (bandiera) | P     | Luis Carlos Rojas |
|    | Colombia (bandiera)  | A     | Yony Angulo       |
|    | Venezuela (bandiera) | C     | Brian Mendoza     |
|    | Venezuela (bandiera) | C     | Robin Gutiérrez   |
|    | Venezuela (bandiera) | P     | Jorge Graterol    |

## Rosa 2010-2011
| N. |                      | Ruolo | Calciatore           |
| -- | -------------------- | ----- | -------------------- |
| 2  | Venezuela (bandiera) | D     | Norman Baquero       |
| 5  | Brasile (bandiera)   | D     | Antonio Steimbach    |
| 6  | Venezuela (bandiera) | D     | Carlos Garcia        |
| 11 | Venezuela (bandiera) | C     | Jorge Giraldo        |
| 12 | Colombia (bandiera)  | P     | William Bolaños      |
| 13 | Venezuela (bandiera) | D     | Manuel Granados      |
| 14 | Venezuela (bandiera) | C     | Victor Perez         |
|    | Venezuela (bandiera) | P     | Jose Bottini         |
|    | Venezuela (bandiera) | D     | José Becerra         |
|    | Venezuela (bandiera) | D     | Ángel Colina         |
|    | Venezuela (bandiera) | D     | Johny Perozo         |
|    | Venezuela (bandiera) | D     | Yoimer Segovia       |
|    | Venezuela (bandiera) | D     | Luis Palacios        |
|    | Venezuela (bandiera) | D     | Juan Valbuena        |
|    | Venezuela (bandiera) | D     | Jean Carlos Gonzalez |

| N. |                      | Ruolo | Calciatore          |
| -- | -------------------- | ----- | ------------------- |
|    | Venezuela (bandiera) | D     | Cristian Ormeño     |
|    | Venezuela (bandiera) | D     | Cesar Monsalvez     |
|    | Venezuela (bandiera) | D     | Jahan Marin         |
|    | Venezuela (bandiera) | C     | Pedro Parada        |
|    | Venezuela (bandiera) | C     | Francisco Valdez    |
|    | Venezuela (bandiera) | C     | Henry Palomino      |
|    | Venezuela (bandiera) | C     | Jesus Lizaldo       |
|    | Argentina (bandiera) | C     | Pablo Aranda        |
|    | Venezuela (bandiera) | C     | Jean Barrios        |
|    | Venezuela (bandiera) | C     | Diamante Acosta     |
|    | Colombia (bandiera)  | A     | Luis Zuleta         |
|    | Uruguay (bandiera)   | A     | Marcelo Refresquini |
|    | Venezuela (bandiera) | A     | Hermes Palomino     |
|    | Venezuela (bandiera) | A     | Edwin Ruiz          |
|    | Argentina (bandiera) | C     | Raúl Speroni        |

## Rosa 2008-2009
| N. |                      | Ruolo | Calciatore           |
| -- | -------------------- | ----- | -------------------- |
| 2  | Venezuela (bandiera) | D     | Norman Baquero       |
| 5  | Brasile (bandiera)   | D     | Antonio Steimbach    |
| 6  | Venezuela (bandiera) | D     | Carlos Garcia        |
| 11 | Venezuela (bandiera) | C     | Jorge Giraldo        |
| 12 | Colombia (bandiera)  | P     | William Bolaños      |
| 13 | Venezuela (bandiera) | D     | Manuel Granados      |
| 14 | Venezuela (bandiera) | C     | Victor Perez         |
|    | Venezuela (bandiera) | P     | Jose Bottini         |
|    | Venezuela (bandiera) | D     | José Becerra         |
|    | Venezuela (bandiera) | D     | Ángel Colina         |
|    | Venezuela (bandiera) | D     | Johny Perozo         |
|    | Venezuela (bandiera) | D     | Yoimer Segovia       |
|    | Venezuela (bandiera) | D     | Luis Palacios        |
|    | Venezuela (bandiera) | D     | Juan Valbuena        |
|    | Venezuela (bandiera) | D     | Jean Carlos Gonzalez |
|    | Venezuela (bandiera) | D     | Cristian Ormeño      |

| N. |                      | Ruolo | Calciatore                |
| -- | -------------------- | ----- | ------------------------- |
|    | Venezuela (bandiera) | D     | Cesar Monsalvez           |
|    | Venezuela (bandiera) | C     | Pedro Parada              |
|    | Venezuela (bandiera) | C     | Francisco Valdez          |
|    | Venezuela (bandiera) | C     | Henry Palomino            |
|    | Venezuela (bandiera) | C     | Jesus Lizaldo             |
|    | Messico (bandiera)   | C     | Rodrigo Prieto            |
|    | Argentina (bandiera) | C     | Pablo Aranda              |
|    | Venezuela (bandiera) | C     | Jean Barrios              |
|    | Venezuela (bandiera) | C     | Diamante Acosta           |
|    | Venezuela (bandiera) | D     | Jahan Marin               |
|    | Colombia (bandiera)  | A     | Luis Zuleta               |
|    | Uruguay (bandiera)   | A     | Marcelo Refresquini       |
|    | Venezuela (bandiera) | A     | Hermes Palomino           |
|    | Venezuela (bandiera) | A     | Edwin Ruiz                |
|    | Venezuela (bandiera) | A     | Pierre Alexander Pluchino |